# The Call of the Wretched Sea
The Call of the Wretched Sea è il primo album full-length del gruppo musicale funeral doom Ahab, pubblicato il 29 settembre 2006 sotto l'etichetta discografica Napalm Records.

## Il disco
L'album è un concept che parla della storia di Moby Dick inventata da Herman Melville. Nella quinta traccia, The Sermon, è presente anche un estratto dell'omonimo film di John Huston. Le tracce The Hunt e Ahab's Oath furono originariamente incluse nel primo demo del gruppo e furono ri-registrate.
La copertina è stata disegnata da Kinuko Y. Craft e rappresenta appunto il capodoglio albino.
Tutte le canzoni sono state composte da Daniel Droste e Christian Hector, eccetto The Sermon, che è stata composta da tutti gli Ahab.
La band ha pubblicato un'altra versione limitata a 500 copie dell'album nel 2007 sotto la Deviant Records, contenente due vinili, una toppa e un poster degli Ahab e una pagina di Moby Dick.

## Tracce
1. Below the Sun – 11:45
2. The Pacific – 10:07
3. Old Thunder – 9:54
4. Of the Monstrous Pictures of Whales – 1:52
5. The Sermon – 12:36
6. The Hunt – 11:13
7. Ahab's Oath – 10:12

## Formazione
- Stephan Adolph – basso, cori
- Daniel Droste – voce, chitarra, tastiere
- Christian Hector – chitarra
- Cornelius Althammer – batteria